# Hamad Amar
Hamad Amar (en arabe : حمد عمار ; en hébreu : חמד עמאר), né le 5 novembre 1964 à Shefa Amr, est un avocat et un homme politique druze israélien. 
Membre du parti Israel Beytenou (« Israël notre maison »), il siège à la Knesset de 2009 à 2021 et fait partie du comité des finances de celle-ci,.
De 2021 à 2022, il est ministre auprès du ministre des Finances dans le gouvernement Bennett.

## Biographie
Hamad Amar naît le 5 novembre 1964 à Shefa Amr, une ville majoritairement arabe et druze du Nord d'Israël. Il effectue, comme tous les Druzes israéliens depuis 1949, son service militaire au sein de l'Armée de défense d'Israël de 1982 à 1986 (il en sort officier de réserve) . Il obtient le titre de " bachelor of art " en sociologie du collège académique de Safed puis il étudie le droit en obtenant ensuite une licence dans un autre centre universitaire . Il devint, après avoir mené ses études de droit, avocat. 
Hamad Amar réside dans le quartier Al-Fuar de Shefa Amr. Il est marié et a trois enfants. Il préside l'Association d'arts martiaux d'Israël et détient une ceinture noire 5e dan en Karaté.
Il parle arabe et hébreu.

## Carrière
Hamad Amar est l'assistant du ministre des Infrastructures nationales (en) Avigdor Lieberman. En 1998, il est élu au conseil municipal de Shefa Amr. Il fonde et préside aujourd'hui l'Association de la jeunesse druze,.
Avant les élections législatives de 2009, Hamad Amar est placé 12e sur la liste d'Israel Beytenou ; il devient donc membre de la Knesset lorsque le parti remporte 15 sièges. Il affirme que le slogan du parti, « Pas de nationalité sans loyauté », est naturel pour la communauté druze, qui a montré depuis la guerre d'indépendance d'Israël en 1948, son soutien aux institutions de l'Etat juif. Il explique cette position en 2013 : « Si vous contribuez à la société et que la société en profite, alors vous en tirez aussi profit ». Hamad Amar est réélu en 2013 et 2015. Il est vice-président des 19e et 20e Knesset.
Hamad Amar joue un rôle important dans le projet d'installation d'éoliennes par une filiale de General Electric dans le Nord d'Israël. Il y voit la possibilité de produire de l'énergie renouvelable et de créer des emplois.
Le 13 juin 2021, il devient ministre auprès du ministre des Finances dans le gouvernement de Naftali Bennett.

## Listes connexes
- Liste des membres arabes de la Knesset (en)
- Liste des membres de la 18e Knesset
- Liste des membres de la 19e Knesset
- Liste des membres de la 20e Knesset